# Penny (Münze)

Derzeit in Umlauf befindliche Penny-Münzen von 20 Pence bis 1 Penny. ½ Penny ist außer Kurs gesetzt.

Der Penny (Mehrzahl bei Wertangaben Pence; Abkürzung: p) ist eine früher in vielen Ländern mit britischem Einfluss vorhandene Unter-Währungseinheit. Wort und Sache sind verwandt mit der im deutschen Sprachraum auftretenden Währungseinheit Pfennig. Ursprünglich entsprach ein Penny einem Bruchteil eines Pfunds, und zwar im Verhältnis 1 Pfund = 240 Pence. Heute existiert der Penny im Vereinigten Königreich und den von ihm abhängigen Gebieten als Unterteilung des Pfund Sterling in 100 Pence. In den USA und Kanada ist Penny die geläufige Bezeichnung eines Cent-Stücks (0,01 Dollar).

## Mittelalter
Der silberne Penny wurde vermutlich in der Zeit um 786 von König Offa von Mercien im englischen Binnenland eingeführt. Der Name Penny leitet sich ab vom altenglischen Wort peniġ [ˈpɛnɪj], pæniġ [ˈpænɪj] (Mehrzahl: peneġas, pæneġas), früher pening (penning, pending), das auf denselben Wortstamm wie das deutsche Wort Pfennig zurückgeht. Die Münzen waren in Größe und Gewicht dem in dieser Zeit auf dem Festland verbreiteten Denar ähnlich. Bis in die 1970er Jahre wurde der Penny mit d. abgekürzt. Dies leitet sich vom lateinischen denarius ab.
Die angelsächsischen Silberpennys waren auch die Währung, in der das Danegeld bezahlt wurde (eine Art Schutzgeld oder Brandschatzung, die man den Wikingern zahlte, damit sie weiterzogen, ohne zu plündern). Man kann die Last, die das Danegeld damals für England darstellte, gut an der Tatsache festmachen, dass mehr angelsächsische Pennys aus dem ersten Jahrtausend in Dänemark gefunden wurden als in England selbst. In der Herrschaftszeit von Aethelred (978–1016) wurden um die 45 Millionen Pennys an die Dänen gezahlt und Knut der Große (1016–1035) musste 20 Millionen Pennys an die Invasionsarmee abstottern. Es wird geschätzt, dass das Gesamtgewicht des Silbers, das zwischen 990 und 1015 als Danegeld gezahlt wurde, ungefähr 93 Tonnen betrug. Zu der damaligen Zeit entsprach das 250.000 englischen Pfund. Umgerechnet in den jetzigen Wert dieser Währung ergeben sich 1,2 Milliarden englische Pfund (ca. 1,8 Milliarden €).
Ein Penny enthielt ursprünglich 1⁄240 eines Troy Pound an Silber (ein Troy Pound entspricht 373 g – also hatte der Penny ein Gewicht von 1,55 g). Um die Reinheit und die genaue Einhaltung des Gewichtes zu gewährleisten, wurde auf der Rückseite einer Münze der Name des Münzschmieds und die Prägeanstalt vermerkt.
Ab der Regentschaft von König Offa war der Penny über die Zeitspanne von ca. 500 Jahren die einzige Art von Münze, die in England geprägt wurde; bis zu der Zeit, als König Heinrich III. und später König Edward III. die Prägung von Goldmünzen veranlassten.
Siehe auch die späteren Nominale Farthing, Schilling, Groat, Florin, Crown, Nobel, Guinea und Sovereign, die Penny-Mehrfache bzw. Teilstücke darstellten.

## 19. Jahrhundert
Nach einigen privaten Prägungen wurden Kupferpennys ab 1797 als offizielle Prägungen unter der Regierung von Georg III. in Umlauf gebracht. Diese Kupfermünzen waren bei einem Durchmesser von 36 mm recht dick und wurden „Cartwheels“ (Wagenräder) genannt. Seit 1830 wurde die Prägung von Silberpennys nur für besondere Münzsätze, die Maundy sets, vorgenommen. Nach 1860 wurden Gewicht und Durchmesser reduziert und bei gleicher Rückseitengestaltung, der mit Neptuns Dreizack und Schild sitzenden Britannia, bis zur Dezimalisierung beibehalten.

## Gegenwart
Erst 1971 wurde der Penny an das Dezimalsystem angepasst. Statt einem 240stel eines Pfund Sterling entsprach er nun einem 100stel. Zur Unterscheidung wurde der dezimale Penny „New Penny“ (New Pence) genannt; 1982 wurde dieser Zusatz aber wieder gestrichen.
Zahlreiche britische Kolonien und Mitglieder des britischen Commonwealths kannten den Penny als Währungseinheit. Bis zur Einführung des Euro war auch das Irische Pfund in Pence unterteilt. Heute gibt es den Penny außer im Vereinigten Königreich nur noch in den abhängigen Gebieten Falklandinseln, Gibraltar, Guernsey, Isle of Man, Jersey und St. Helena. Das 1-Cent-Stück in den USA, Kanada und anderen ehemaligen britischen Kolonien wird auch „Penny“ genannt. Penny farthing wird im Englischen das Hochrad genannt, in Anspielung auf das sehr große Vorderrad und das sehr kleine hintere.

## Münzen

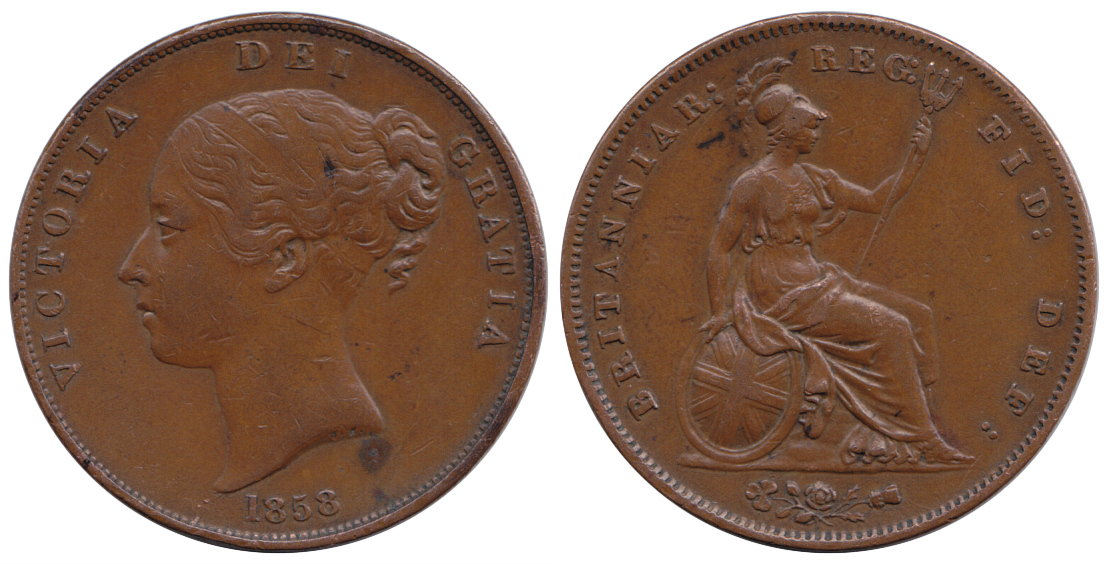
1 Penny 1858 Königin Victoria
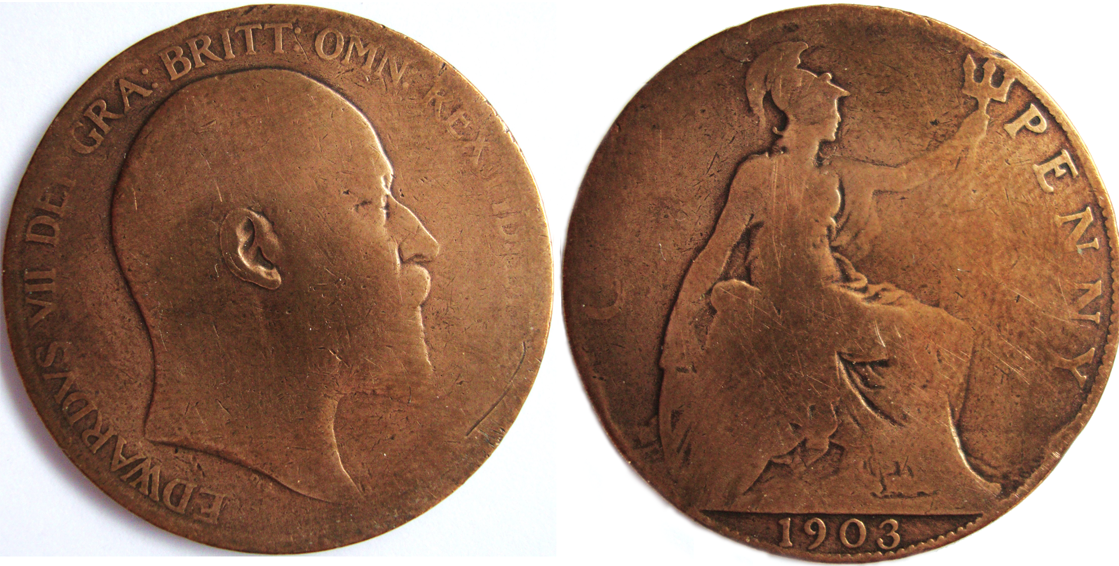
1 Penny 1903 King Edward VII
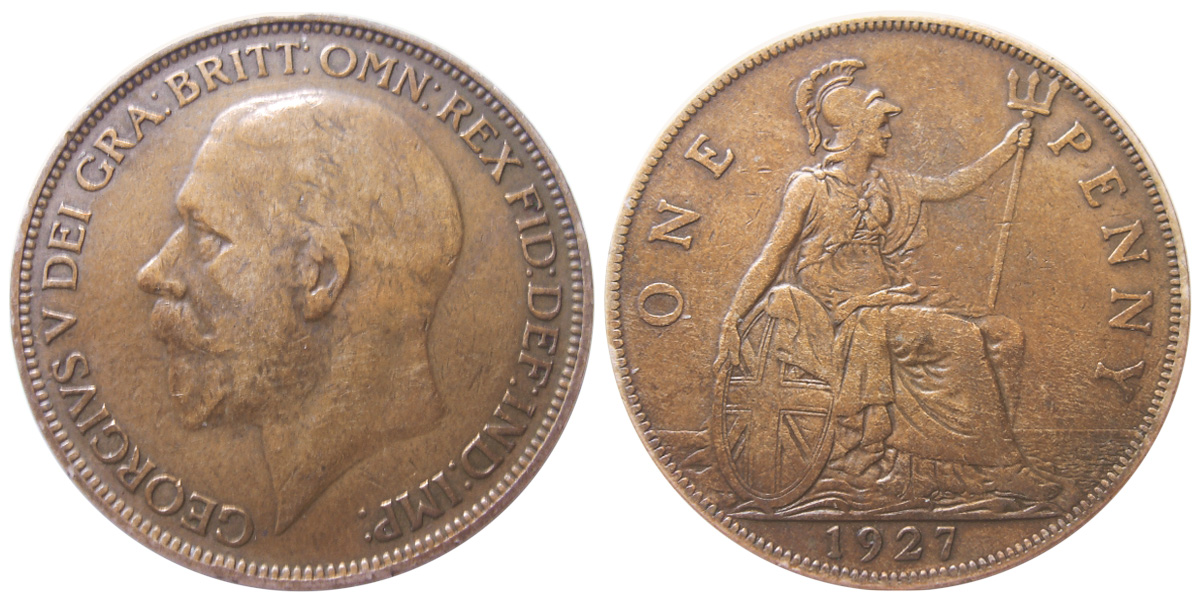
1 Penny 1927 King George V
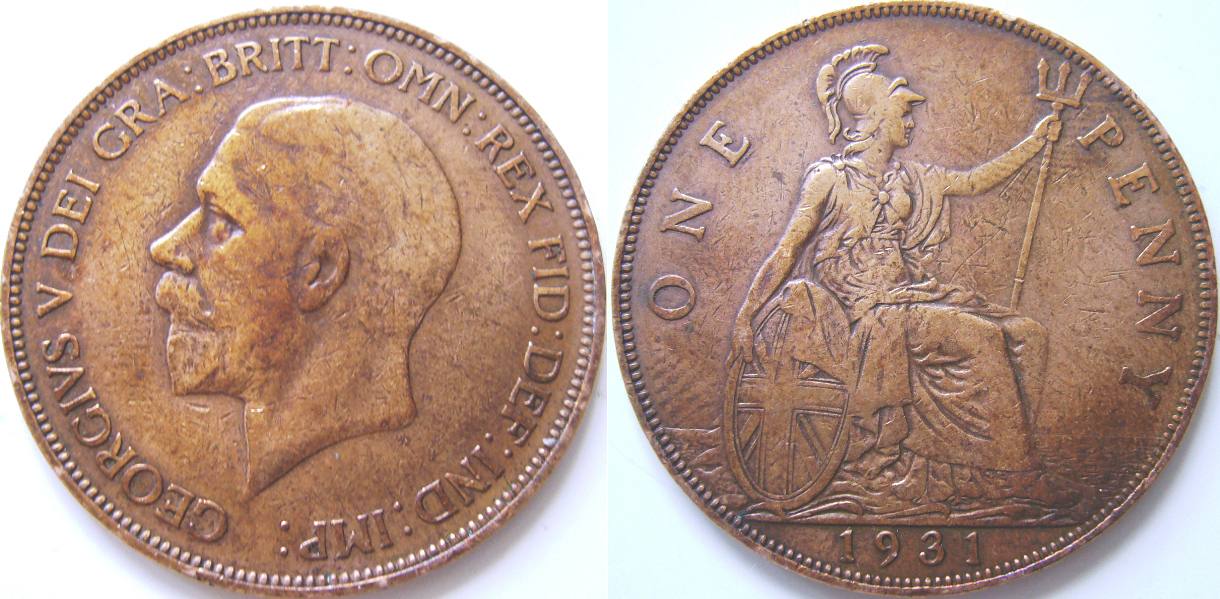
1 Penny 1931 King George V mit verkleinerter Büste
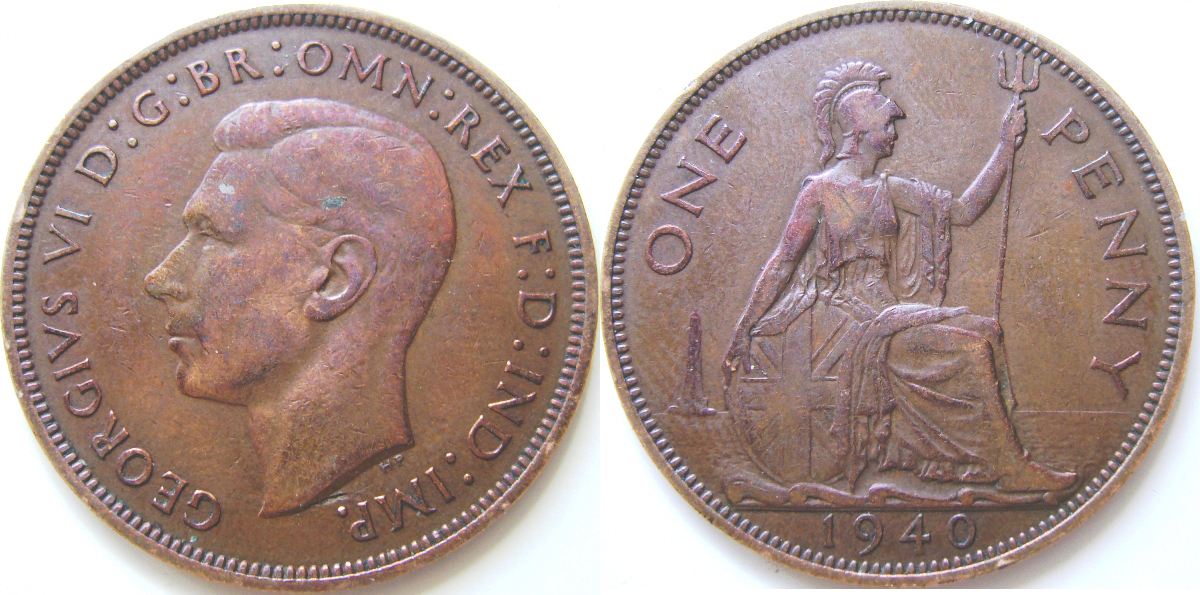
1 Penny 1940 King George VI
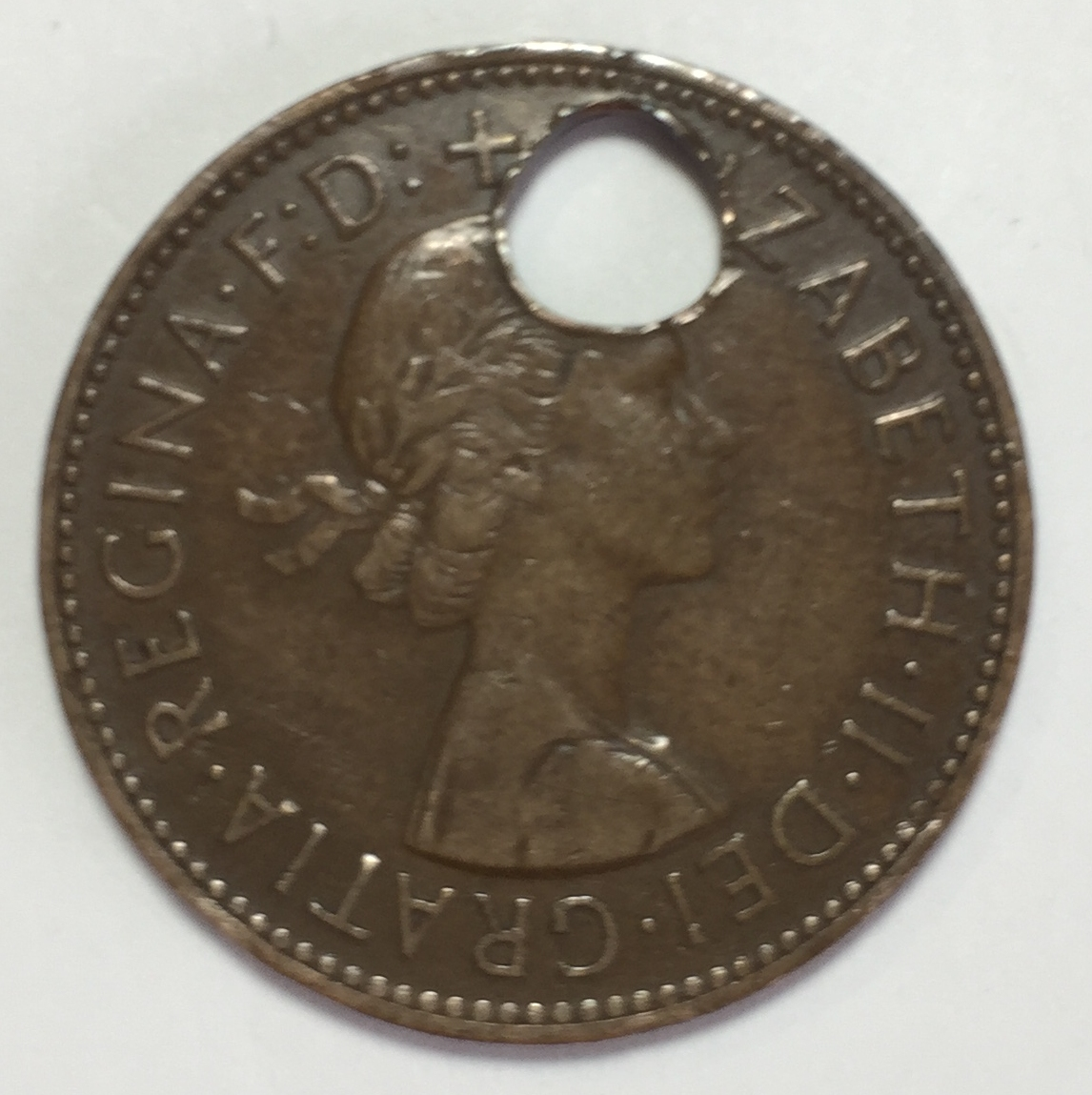
1/2 Penny 1957 Queen Elizabeth II
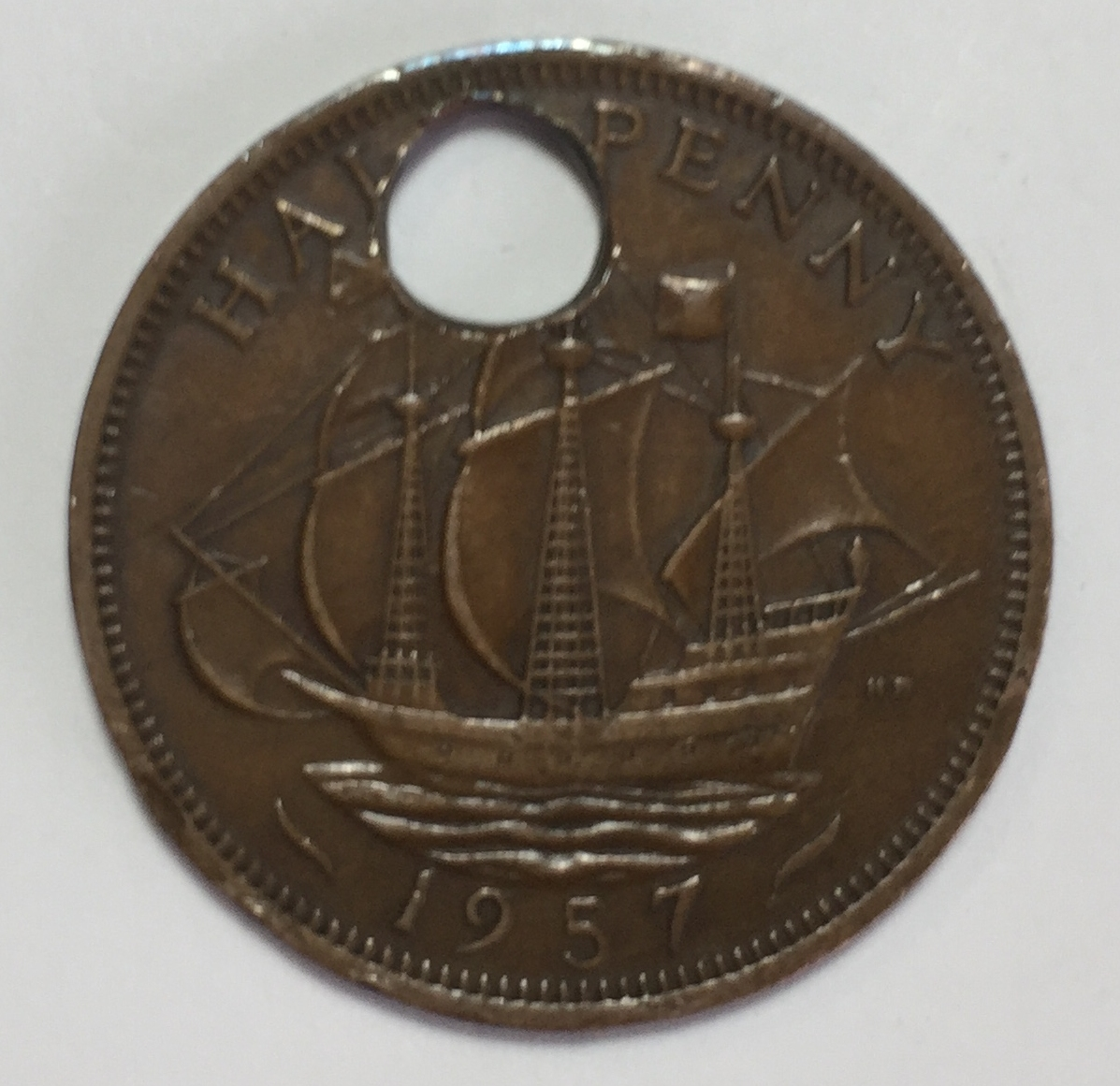
1/2 Penny 1957 Queen Elizabeth II